# Solano Constâncio
Francisco Solano Constâncio (Lisboa, 24 de Julho de 1777 — Paris, 21 de Dezembro de 1846), mais conhecido por Solano Constâncio, foi um médico, diplomata, filólogo, economista, jornalista e político português. Destacou-se como um dos principais intelectuais cosmopolitas e liberais do pré-romantismo em Portugal. Foi editor de diversos periódicos portugueses da emigração no período que antecedeu a Guerra Civil Portuguesa.

## Biografia
Nasceu em Lisboa, filho de Joana Rita Evangelista (1755-1791), filha única do procurador de causas Domingos Ferreira da Costa, e de Manoel Constâncio (1726-1817), um reputado cirurgião ao serviço da Casa Real. Era irmão do poeta português Pedro José Constâncio (1781-1818).
Em 1791, com 14 anos, partiu para a Grã-Bretanha, como estudante bolseiro da coroa. Estudou Medicina em Londres e, a partir de 1794, em Edimburgo. Obteve o diploma de doutor pela Universidade de Andrews, depois de em 1797 ter sido reprovado num exame pela Universidade de Edimburgo, que lhe negou o diploma. No ano anterior, em 1796, Constâncio tinha publicado, sob o pseudónimo de Félix Phantom, o periódico The Ghost, tecendo duras críticas ao ensino da Medicina em Edimburgo e aos seus professores. Envolveu-se também numa polémica sobre razão e religião com os meios conservadores e o clero local, pelo que seria obrigado a deixar Edimburgo.
Constâncio abandonou a Grã-Bretanha ainda em 1797, dirigindo-se a Paris, onde permaneceu até 1799, ano em que regressou a Portugal. Até 1807, exerceu em Lisboa a sua actividade de médico, dedicando-se também ao jornalismo e à tradução de obras médicas. Contribuiu para a introdução e propagação da vacina contra a varíola em Lisboa, sobre a qual havia ainda muitos preconceitos, inclusive entre os médicos. Conviveu com Manuel Maria Barbosa du Bocage, cuja obra admirava. Em 1807, nas vésperas da Primeira Invasão Francesa, emigrou para França, nunca mais regressando a Portugal. Após uma nova estadia em Londres (1809-1810), fixou residência em Paris, onde viria a casar com Maria Júlia Basillie.
Em 1812 esteve o serviço do rei exilado Carlos IV de Espanha, de quem foi secretário particular. Nesse ano, deslocou-se também a Roma. 
Em 1815 publicou em Paris o seu primeiro periódico, de cariz político e literário, O Observador Lusitano em Pariz, de que foram publicados quatro números, num total de 670 páginas, redigido integralmente por Constâncio. A partir de julho de 1818, publicou os Annaes das Sciencias, das Artes e das Letras, estes já inteiramente dedicados à divulgação científica e técnica, que se publicaram até abril de 1822.
Após a Revolução Liberal do Porto, actuou como agente diplomático de Portugal em Paris (1820). 
Foi nomeado encarregado de negócios nos Estados Unidos da América em 1822 pelo ministro dos Negócios Estrangeiros Silvestre Pinheiro Ferreira, sendo demitido desse cargo em 1823. Permaneceu então em Filadélfia, regressando a França só em 1826.
Traduziu para a língua francesa diversas obras de economia política inglesas entre as mais importantes que apareceram naquela época, com destaque para Des Principes de l'économie politique et de l'impôt (1817), de David Ricardo, Oeuvres complètes de David Ricardo (1817, acrescidas de notas de Jean-Baptiste Say), Principes d'économie politique (1820), de Thomas Malthus e Recherches sur la population, et sur la faculté d'accroissement de l'espèce humaine (1821), de William Godwin.
Em 1827 publicou em Paris os Novos Annaes das Sciencias e das Artes, de que saíram apenas quatro cadernos. 
Dedicou-se na década seguinte à publicação de gramáticas de francês, português e inglês em língua portuguesa, de que é exemplo o Novo Mestre Inglez ou Grammatica da Língua Ingleza para Uso dos Portugueses, ensinada em vinte e cinco lições (Paris, 1835). Publicou ainda o Novo Diccionario Critico e Etymologico da Lingua Portugueza (Paris, 1836 ), obra que alcançou duradouro êxito editorial, com 11 edições até 1877. 
Publicou em francês a monografia Précis de la Révolution française de 1789 à 1830 e uma Nouvelle grammaire portugaise à l'usage des Français (1832). 
Em 1837 foi eleito deputado ao parlamento português, mas não tomou posse do assento, permanecendo em Paris.
Em 1838 publicou em Paris o periódico Armazem de conhecimentos uteis, nas artes e officios e, em 1839, a obra em dois tomos Historia do Brasil, desde o seu descobrimento por Pedro Alvares Cabral até á abdicação do Imperador D. Pedro I. Nos anos seguintes editou dois periódicos em língua francesa: La Grande Bretagne en 1840 (1841), seguido em 1842 de La Grande Bretagne en 1840 et 1841, com informação sobre a vida económica, política e social britânica, e Esprit des revues anglaises : analyse critique des revues trimestrielles d'Édimbourg et de Londres (Paris, 1841-1842), dedicado a assuntos literários, históricos, sociais, económicos e políticos.
Pouco se sabe sobre os anos finais da sua vida em Paris, onde morreu no final de 1846. 